# Aechmea aquilega
Espèce
Classification phylogénétique
Synonymes
- Aechmea aquilega f. alba Oliva-Esteve
- Aechmea aquilega var. aquilega
- Aechmea aquilegioides Kuntze
- Aechmea exsudans (Lodd.) E.Morren
- Aechmea meyeri Baker
- Bromelia aquilega Salisb.
- Bromelia exsudans Lodd.
- Bromelia paniculigera Rchb.
- Bromelia surinamensis Miq.
- Gravisia aquilega (Salisb.) Mez
- Gravisia exsudans (Lodd.) Mez
- Hohenbergia exsudans (Lodd.) E.Morren
- Tillandsia exsudans (Lodd.) Desf.

Aechmea aquilega est une espèce de plante de la famille des Bromeliaceae, originaire du Brésil.

## Synonymes
- Aechmea aquilega f. alba Oliva-Esteve[2] ;
- Aechmea aquilega var. aquilega[2] ;
- Aechmea aquilegioides Kuntze[2] ;
- Aechmea exsudans (Lodd.) E.Morren[2] ;
- Aechmea meyeri Baker[2] ;
- Bromelia aquilega Salisb.[2] ;
- Bromelia exsudans Lodd.[2] ;
- Bromelia paniculigera Rchb.[2] ;
- Bromelia surinamensis Miq.[2] ;
- Gravisia aquilega (Salisb.) Mez[2] ;
- Gravisia exsudans (Lodd.) Mez[2] ;
- Hohenbergia exsudans (Lodd.) E.Morren[2] ;
- Tillandsia exsudans (Lodd.) Desf.[2].

## Variétés

### Aechmea aquilegavar.chrysocoma(Baker) L.B.Sm.
Synonymes
- Aechmea chrysocoma Baker[3] ;
- Gravisia aquilega var. chrysocoma (Baker) L.B.Sm.[3] ;
- Gravisia chrysocoma (Baker) Mez[3] ;
- Hohenbergia chrysocoma (Baker) E.Morren ex Baker[3].

## Cultivars
- Aechmea 'Exotica Mystique'
- Aechmea 'Isabel D'Bellard'
- Aechmea 'Tropica'
- xPortemea 'Phat Pat'